# Dicke Emma
Dicke Emma ist die volkstümliche Bezeichnung der Vereinsmünze Vereinsdoppeltaler von Waldeck und Pyrmont von 1847. Der Ausdruck „Dicke Emma“ bezieht sich auf Emma Prinzessin von Anhalt-Bernburg-Schaumburg-Hoym (1802–1858), die in der Umschrift der Vorderseite des Doppeltalers als Vormünderin genannt ist.

## Münzgeschichtliche Zusammenhänge

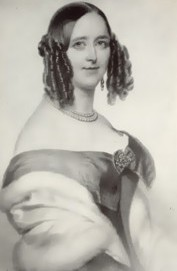
Emma Fürstin zu Waldeck und Pyrmont ließ den Doppeltaler von 1847 mit ihrem Namen in der Umschrift prägen.

Georg Victor (reg. 1852–1893), geb. am 14. Januar 1831 als Sohn des Fürsten Georg Heinrich von Waldeck und Pyrmont (reg. 1813–1845) und dessen Gemahlin Emma Prinzessin von Anhalt-Schaumburg-Hoym war nach dem Tod seines Vaters am 15. Mai 1845 erst 14 Jahre alt und deshalb für die Regierungsübernahme unmündig. Während seiner Minderjährigkeit übernahm seine Mutter Emma die Vormundschaft bis zu seiner Volljährigkeit, die er im Jahr 1852 im Alter von 21 Jahren erreichte. Emma war durch das Testament ihres Gatten zur Vormünderin und Regentin bestimmt worden. Sie regierte als Fürstin, Regentin und Vormünderin zu Waldeck und Pyrmont von 1845 bis 1852 stellvertretend für ihren Sohn. Für Waldeck war seit der Vereinigung verschiedener Landesteile keine Epoche so bedeutungsvoll wie die siebenjährige Regierung Emmas. In ihre Regierungszeit fällt die Revolution von 1848/49, die oft als „bürgerliche“ Revolution bezeichnet wird.
Unter ihrer Vormundschaft wurde die Vereinsmünze von 1847 geprägt, die bereits in der Umlaufzeit nach ihr den Namen „Dicke Emma“ erhielt. Das Stück ist die einzige Münzprägung ihrer Regentschaft und die einzige Vereinsmünze der Staaten des Deutschen Zollvereins mit einer Fürstin in der Münzaufschrift. Emma war als Regentin sehr beliebt. Sie wurde als „Dicke Emma“ bekannt.

### Erste Einheitswährung
Das Fürstentum Waldeck und Pyrmont trat 1838 der Dresdner Münzkonvention bei und prägte ab 1842 Vereinsdoppeltaler. Das Münzwesen wurde analog dem preußischen geordnet. Die Vereinsdoppeltaler, also auch die von 1847 mit dem Namen „Dicke Emma“, wurden während ihrer Umlaufzeit außerdem als Champagnertaler bezeichnet, weil sie etwa den Wert einer Flasche Champagner hatten.
Die Stücke waren unhandlich und schwer. Das hohe Gewicht und der große Durchmesser waren Gründe für niedrigere Auflagen.

## Münzbeschreibung

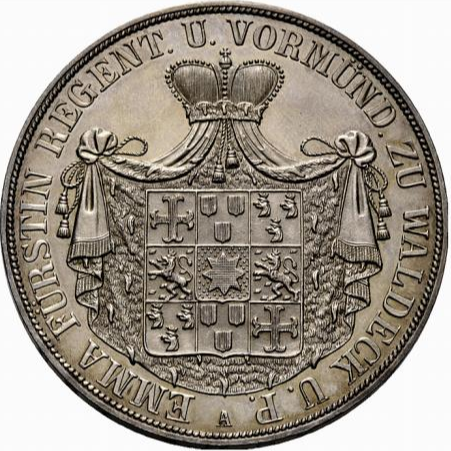
Vorderseite des Doppeltalers („Dicke Emma“) mit ihrem Namen als Vormünderin in der Umschrift

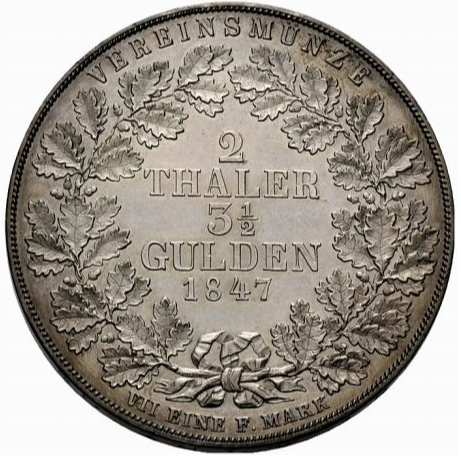
Rückseite mit Wertangabe und Jahreszahl 1847

Der Vereinsdoppeltaler („Dicke Emma“) der Fürstin Emma zu Waldeck und Pyrmont von 1847 besteht wie alle Vereinsdoppeltaler aus Silber, wiegt 37,120 Gramm bei einem Feingewicht von 33,408 Gramm, entsprechend einem Feingehalt von 900/1000. Sein Durchmesser beträgt 41 Millimeter. Von diesem Doppeltaler wurden in Berlin nur 1000 Stück geprägt. Er ist deshalb selten.

### Vorderseite
Der Doppeltaler zeigt den neunfeldigen Wappenschild auf einem Hermelinmantel unter dem Fürstenhut. Das Münzzeichen „A“ steht für die Münzstätte Berlin. Der Rand ist mit einem Perlkreis verziert.
Umschrift: EMMA FÜRSTIN REGENT(in). U(nd). VORMÜND(erin). ZU WALDECK U(nd). P(yrmont).

#### Wappen
Bezeichnung jeweils von links nach rechts:
1. Reihe: Grafschaft Pyrmont; Grafschaft Rappoltstein (Elsass); Herrschaft Hohenack (Elsaß)
2. Reihe: Herrschaft Geroldseck (Elsaß); Waldecksches Stammwappen; Herrschaft Geroldseck (Elsaß)
3. Reihe: Herrschaft Hohenack (Elsaß); Grafschaft Rappoltstein (Elsaß); Grafschaft Pyrmont

### Rückseite
Über zwei gebundene Eichenzweige ist VEREINSMÜNZE aufgeprägt, unten: VII EINE F. MARK, im Feld: 2 / THALER / 3½ / GULDEN, darunter die Jahreszahl 1847. Der Rand ist mit einem Perlkreis verziert.

### Randschrift
MÜNZCONVENTION VOM 30 IULY 1838
Der zwischen den Staaten des Deutschen Zollvereins im Jahr 1838 in Dresden geschlossene Münzvertrag verband den süddeutschen 24½-Guldenfuß mit dem norddeutschen 14-Taler-Fuß in der Vereinsmünze. Das Ergebnis war ein 2-Taler-Stück, das zugleich ein 3½-Guldenstück war (2 Taler = 3½ Gulden).